# Еджкоум (окръг, Северна Каролина)
Окръг Еджкоум (на английски: Edgecombe County) е окръг в щата Северна Каролина, Съединени американски щати. Площта му е 1313 km², а населението – 53 318 души (2016). Административен център е град Тарбъро.